# Shake It Off (canção de Taylor Swift)
"Shake It Off" é uma canção da artista musical americana Taylor Swift, contida em seu quinto álbum de estúdio, 1989 (2014). Foi composta pela própria em conjunto com Max Martin e Shellback, que encarregaram-se de sua produção. A principal inspiração para a composição da faixa deu-se após Swift ler os vários rumores que circularam sobre ela, criando-a ao aprender a superar seu medo de não ser aceita e de "orgulhar-se do fato de saber quem você é". A intérprete deixou diversas pistas em suas redes sociais sobre um anúncio que faria em agosto de 2014, antecipando o lançamento da obra, lançada em 18 daquele mês durante um bate-papo realizado por Swift no Yahoo!, no qual ela também divulgou a capa e data de lançamento de 1989; servindo como o primeiro single do disco, a canção foi disponibilizada digitalmente logo em seguida juntamente com a pré-venda do álbum, sendo mais tarde comercializada em formato físico.
Em termos musicais, "Shake It Off" é uma canção dance-pop com um andamento acelerado de 160 batidas por minuto, notada por seu afastamento sonoro dos trabalhos predecessores da artista, majoritariamente formada por faixas country pop, sendo comparada com trabalhos de Macklemore & Ryan Lewis e Pharrell Williams. Seu arranjo inclui o uso de baterias, percussão, teclados, baixo elétrico, violão, trombone, trompete e saxofone. Gravada em 2014 nos MXM Studios em Estocolmo, Suécia, e nos Conway Recording Studios em Los Angeles, Califórnia, o número é liricamente dedicado aos detratores de Swift e a apresenta abordando seus críticos em particular, com versos em que retrata as percepções que as pessoas tem dela e o que ela realmente é, com a ponte, precedida por uma parte falada, sendo interpretada em forma de rap.
"Shake It Off" recebeu revisões mistas dos críticos especializados em música contemporânea; alguns deles elogiaram o novo som e Swift e o apelo dançante da obra, enquanto outros avaliaram que as letras não estavam no nível da artista como compositora e consideraram a produção genérica. Foi incluída em listas compilando as melhores músicas de 2014, constando na quarta colocação da lista Pazz & Jop do The Village Voice, e recebeu três indicações aos Grammy Awards, vencendo uma série de outras condecorações. Controvérsias foram criadas em relação aos direitos autorais da canção, com uns processos judiciais sendo abertos e posteriormente concluídos a favor da cantora. Comercialmente, a faixa obteve um desempenho positivo, liderando as tabelas da Austrália, Canadá, Eslováquia, Hungria, Nova Zelândia e Polônia, e listando-se nas dez melhores na maioria dos territórios onde entrou. Nos Estados Unidos, a obra estreou diretamente no topo da Billboard Hot 100 com quinhentas mil cópias digitais vendidas, tornando-se a 22.ª a alcançar tal feito e a segunda liderança da cantora na parada.
O vídeo musical correspondente foi dirigido por Mark Romanek e filmado em junho de 2014 em Van Nuys, Los Angeles, Califórnia. Lançado juntamente com a canção, o trabalho retrata Swift dançando acompanhada de diferentes equipes de dança, de estilos como hip hop, jazz, balé, dança lírica e líderes de torcida, porém de uma forma que não segue a coreografia dos outros integrantes; ao final, todos praticam seus passos de dança de formas diferentes uns dos outros. O produto recebeu análises mistas de críticos musicais, que tiveram opiniões divergentes quanto à sua produção, e foi criticado por suas cenas de twerk. A intérprete apresentou "Shake It Off" ao vivo pela primeira vez nos MTV Video Music Awards de 2014, e em diversos programas televisivos durante a divulgação de 1989, bem como em festivais, vindo a incluí-la no repertório de suas turnês The 1989 World Tour (2015), Reputation Stadium Tour (2018) e The Eras Tour (2023). A faixa foi regravada por diversos artistas, como Charli XCX, Labrinth e Ryan Adams, este último como parte de sua regravação do álbum de Swift, além de ser usada e parodiada em diversas produções na mídia.

## Antecedentes e desenvolvimento
Em outubro de 2013, Swift revelou para a Associated Press que as sessões de composição para seu quinto álbum de estúdio já estavam durando seis meses e, no mês seguinte, durante os bastidores dos Prêmios American Music, ela declarou à Billboard: "Já temos muito [material]. Há provavelmente sete ou oito [músicas] que eu sei que vou querer no álbum. Estou muito à frente do meu cronograma. Estou eufórica porque já evoluiu pra uma nova sonoridade, e era tudo o que eu queria. Eu teria levado dois anos pra que isso acontecesse, mas simplesmente aconteceu naturalmente, então isso era tudo o que eu podia almejar". Em fevereiro de 2014, a artista confirmou que estava novamente trabalhando com os produtores suecos Max Martin e Shellback, com os quais colaborou anteriormente na elaboração de três faixas de Red (2012). Para a produção desse disco, ela inspirou-se bastante no cenário musical dos anos 1980, principalmente "no quão ousadas essas músicas eram e como aquele período era um período de infinitas possibilidades".
A principal inspiração para a composição de "Shake It Off" ocorreu após Swift ler os vários rumores que circulavam sobre ela na imprensa. Uma vez que os boatos circulavam e rapidamente tornaram-se manchetes internacionais, a cantora acabava tendo uma imagem retratada que não lhe correspondia, explicando ao Good Morning America que a canção surgiu de suas próprias experiências com a "cultura de detração", posteriormente comentando para o jornal The Guardian que "você pode ficar maluco e permitir isso lhe deixar com raiva e não confiar nas pessoas (...) ou pode simplesmente deixar para lá e perceber que contanto que você esteja se divertindo mais do que os outros, o que importa o que os outros irão achar?". Ao The Breakfast Show, da BBC Radio 1, Swift explicou também que uma das origens para a escrita da faixa deu-se após ela aprender a superar seu medo de não ser aceita: "Acho que [a canção] meio que trata sobre não se importar com o que as pessoas acham sobre você — um passo a mais de aceitar o fato de que as pessoas não lhe entendem. Meio que orgulhar-se do fato do você é, e sinceramente não importa se outra pessoa não quer lhe entender. Nós passamos por esses cenários em muitas fases diferentes das nossas vidas, não importa o que seja". Para a Fusion, ela reforçou:
Eu quero que essa música saia pelo mundo e não seja só sobre quem me critica. Eu quero que seja sobre a garota que está criticando alguém na 11ª série porque acha que o cabelo dela é estúpido. E então essa garota sai e chora no banheiro por causa disso. Nós passamos por essas coisas em cada fase da nossa vida (...) eu tive vários dias em que eu saía da escola, entrava no carro e a minha mãe se esforçava em me consolar porque alguém havia feito piada de mim, ou porque alguém disse algo de mim ou porque não me convidaram para algo que eu queria muito ir [e] ela sempre tentava encontrar músicas que me tirassem [daquela situação]. [...] Acho que minha maior esperança é que essa música começasse sendo sobre a minha vida, e quero que ela se espalhe em carros, auto-falantes e fones e se tornem sobre as vidas [das outras pessoas].

"Shake It Off" foi gravada em fevereiro de 2014 na MXM Studios em Estocolmo, e Conway Studios em Los Angeles, Califórnia. O processo de gravação foi coordenado por Michael Ilbert no primeiro estúdio e por Sam Holland no segundo, com assistência de Cory Bice. A mixagem ficou a cargo de Serban Ghenea e foi realizada na MixStar Studios em Virginia Beach, Virgínia, com sua engenharia sendo feita por John Hanes. Tom Coyne masterizou a obra no Sterling Sound em Nova Iorque. Max Martin e Shellback, além de co-comporem a canção com Swift e servirem como produtores, forneceram as programações.

## Composição
Com duração de três minutos e trinta e nove segundos (3:39), "Shake It Off" é uma faixa de andamento acelerado derivada do dance-pop, produzida por Max Martin e Shellback. É um notável afastamento das canções lançadas anteriormente por Swift, que eram predominantemente country pop. Seu arranjo musical apresenta o uso de baterias, percussão, violão e baixo tocados por Shellback e teclados tocados por ele e Martin, além de palmas e gritos fornecidos pela dupla e Swift. Metais também estão presentes na obra, nomeadamente trompete por Jonas Lindeborg, trombone por Magnus Wiklund e uma linha central de saxofone por Jonas Thander, que transcorre ao longo do número. Jason Lipshutz, da Billboard, comparou sua melodia com a de "Thrift Shop", de Macklemore & Ryan Lewis, enquanto Carolyn Menyes, da Music Times, comparou a música com "Happy", de Pharrell Williams. Shirley Halperin, da publicação The Hollywood Reporter, rotulou-a como "uma versão de ritmo acelerado" de "Let It Go", cantada por Idina Menzel para o filme Frozen, enquanto as batidas foram comparadas por Jim Farber, do New York Daily News, com "Hey Mickey", de Toni Basil.
De acordo com a partitura publicada no Musicnotes.com pela Sony/ATV Music Publishing, "Shake It Off" foi composta no tom de sol maior e definida na assinatura de tempo comum, possuindo um ritmo acelerado de 160 batidas por minuto. Os vocais de Swift abrangem-se em duas oitavas, entre as notas sol3 e sol5. Liricamente, a faixa é dedicada aos detratores da artista e a apresenta abordando seus críticos em particular. Inicia-se com a intérprete dizendo o que falam a seu respeito, como que "eu fico fora até tarde", "eu vou em muitos encontros, mas eu não posso faze-los ficarem", vindo a declarar no pré-refrão: "mas eu sigo em frente / não posso parar, e nem vou parar de me mexer / é como se eu tivesse essa música / na minha mente dizendo que tudo irá ficar bem". No refrão, ela canta: "Porque os jogadores vão jogar, jogar, jogar / E os odiosos vão odiar, odiar, odiar / Baby, eu só vou deixar, deixar, deixar / Eu deixo para lá, eu deixo para lá". Depois do segundo refrão, Swift profere de forma falada: "Apenas pense que, enquanto você esta aí se importando com todos os mentirosos e as chatices do mundo, você poderia estar caindo ao som dessa batida delirante" e, na ponte, ela canta em forma de rap versos como: "O meu ex trouxe sua nova namorada / Ela está tipo 'Oh, Meu Deus', mas eu só vou deixar para lá".
Sobre o conteúdo lírico da faixa, a cantora explicou: "Eu aprendi uma lição muito difícil que as pessoas podem dizer o que quiserem sobre nós a qualquer momento, e nós não podemos controlar isso. A única coisa que podemos controlar é a nossa reação a isso". Para a Rolling Stone, Swift aprofundou: "Eu tive cada parte da minha vida dissecada — minhas decisões, minhas ações, minhas palavras, meu corpo, meu estilo, minha música. Quando você vive sua vida sob esse tipo de escrutínio, você pode deixar isso quebrar você ou pode ficar realmente bom em desviar desses ataques. E quando um te atinge, você sabe[rá] como lidar com ele. E acho que a maneira que eu lido com isso é deixando pra lá". Em outra entrevista, desta vez para a NPR, a artista falou sobre a mensagem lírica da obra em relação aos seus trabalhos anteriores e um desejo de recuperar a narrativa:
| “ | Com 'Shake It Off', eu realmente queria meio que retomar a narrativa, e ter mais senso de humor sobre as pessoas que meio que me irritam — e não deixá-las me irritar. Há uma canção que eu escrevi há alguns anos atrás chamada 'Mean', onde eu abordei o mesmo problema, mas abordei de forma muito diferente. Eu disse, 'Por que vocês tem de ser tão maus?', de uma certa perspectiva vitimista, que é como todos nós abordamos o bullying ou fofocas quando isso acontece conosco pela primeira vez. Mas, nos últimos anos, melhorei em apenas rir de coisas que absolutamente não têm relação com a minha vida real. Acho que é importante estar ciente do que as pessoas estão dizendo sobre você, mas até mais ainda, esteja bem ciente de quem você realmente é, e tenha isso como prioridade principal. | ” |

### Controvérsias
Em novembro de 2015, Jessie Braham, conhecida pelo nome artístico de Jesse Graham, processou Swift pedindo 42 milhões de dólares em danos, alegando que a cantora roubou alguns versos de "Haters Gonna Hate", uma canção composta por ela, afirmando que "o gancho de Swift é igual ao meu" e que não haveria "Shake It Off" se ela "não tivesse escrito 'Haters Gonna Hate'". O processo foi indeferido pela juíza do Tribunal Distrital dos Estados Unidos, Gail Standish que usou as próprias letras de várias músicas de de Swift, "We Are Never Ever Getting Back Together", "Bad Blood", "Blank Space" e "Shake It Off", afirmando;

No momento, a Corte não está dizendo que Braham nunca, jamais, poderá levar seu caso de volta ao tribunal. Mas, por enquanto, temos problemas e a Corte não tem certeza se Braham pode resolvê-los. Conforme redigido atualmente, a reclamação tem um espaço em branco — um espaço que exige que Braham faça mais do que escrever seu nome. E, considerando a explicação da Corte [...] Braham pode descobrir que o simples pedido de BandAids não consertará os buracos de bala em seu caso. Pelo menos por enquanto, os Réus se livraram desse processo.

O Standish decidiu que Braham não tinha evidências factuais suficientes, mas poderia registrar uma nova queixa "se as deficiências do processo forem corrigidas". Em setembro de 2017, os compositores Sean "Sep" Hall e Nate Butler processaram Swift, alegando que "Shake It Off" é muito semelhante a "Playas Gon' Play", uma canção interpretada pelo grupo feminino 3LW e escrita por Hall e Butler. Em fevereiro de 2018, o juiz distrital dos Estados Unidos, Michael W. Fitzgerald rejeitou o caso, afirmando que a letra em questão era muito "banal" para alegar direitos autorais. Em outubro de 2019, os Juízes do Circuito dos Estados Unidos, John B. Owens, Andrew D. Hurwitz, e Kenneth K. Lee, do Tribunal de Apelações dos Estados Unidos, para o Nono Circuito inverteu a decisão, sustentando que o tribunal distrital "se constituiu como o juiz final do valor de uma obra expressiva" e enviou o caso de volta ao tribunal distrital.

## Lançamento
Swift começou a dar prévias de um anúncio que faria em agosto de 2014. Primeiramente, no dia 4 daquele mês, ela postou um vídeo no Instagram em que apertava repetidamente o número 18 de um elevador. No dia 6, postou no Twitter uma imagem com o horário das 05:00 e, no dia seguinte, uma captura de tela da página inicial do portal Yahoo!. Finalmente, no dia 13, durante sua participação no The Tonight Show Starring Jimmy Fallon, a cantora revelou que faria um bate-papo ao vivo no Yahoo! às 17h do dia 18 de agosto de 2014; no mesmo dia, começaram a circular diversas informações sobre a nova faixa da intérprete, como seu título "Shake It Off", alguns versos e o uso de metais em sua produção, além de ser descrita como um "pop rápido e divertido". O radialista Christopher K comentou no Twitter que já tinha ouvido a canção, apagando as mensagens rapidamente.
"Shake It Off" foi oficialmente lançada em 18 de agosto de 2014, durante o bate-papo da cantora no Yahoo! — também transmitido em mais de 140 estações da Clear Channel Media and Entertainment —, no qual ela anunciou também o título e a capa de seu novo disco, nomeado 1989. Em seguida, iniciou-se as vendas da canção na iTunes Store através de download digital juntamente com a pré-encomenda do álbum, e posteriormente no Google Play e Amazon.com. A faixa foi enviada para as rádios comerciais americanas no dia seguinte, e para estações britânicas do mesmo tipo no dia 25 do mesmo mês. Em seus dois primeiros dias de lançamento, a canção contou com reproduções no início de cada hora de diversas rádios da Clear Channel, e foi acrescentada por um total de 176 rádios pop e 101 rádios de músicas adulto contemporâneo nos Estados Unidos, batendo o recorde de maior quantidade de introduções nessas estações. Dois CD single foram lançados, um de forma limitada na loja virtual de Swift apresentando somente a canção, em 11 de setembro, e outro na Alemanha contendo também o vídeo musical, no dia 10 de outubro.

## Crítica profissional
As avaliações dos críticos especializados em música contemporânea em relação a "Shake It Off" foram geralmente mistas; alguns elogiaram a nova sonoridade adotada por Swift e o apelo dançante da canção, enquanto outros avaliaram que as letras não estavam ao nível dela como compositora e consideraram a produção genérica. Evan Sawdey, da publicação PopMatters, considerou a música um "hino" acrescentando que "é uma composição pop impressionante e impenitente, é difícil para qualquer pessoa negar seu poder". Escrevendo para o portal Digital Jounal, Lindsey Weber achou a melodia da obra "cativante, otimista e divertida", complementando que era "uma partida refrescante de seu trabalho anterior na cena da música country-pop. Esta é uma música que pode levantar seu ânimo, sempre que alguém estiver se sentindo mal". Jason Lipshutz, da revista Billboard, elogiou a nova sonoridade pop explorada por Swift em "Shake It Off" e viu positivamente sua produção e letras, argumentando que "poucos artistas ousariam reinventar seu som especialmente com expectativas tão altas" e concluindo que a cantora "prova por que ela está entre as abelhas rainhas do pop: a música soa como um sucesso infalível". Em sua análise para a revista The Hollywood Reporter, Shirley Halperin deu à canção uma crítica positiva, descrevendo-a como um "pop fantástico". Alice Vincent, do jornal The Daily Telegraph, acrescentou que era "uma faixa cativante e alegre". Tarynn Law, da revista The Hollywood Reporter, elogiou a composição e caracterizou seu refrão como "pop" e "cativante". Molly Fitzpatrick, do periódico britânico The Guardian, também constatou que a canção era cativante, mas não apresentava o talento de Swift como compositora; "Ela é uma escritora talentosa, mas "Shake It Off" não mostra [bem o] seu talento. Liricamente, expressa sentimentos preguiçosos como "odiosos irão odiar". Frases como "Você poderia estar caindo nessa batida delirante" e "E para o cara ali com o cabelo legal" soam chocantes vindos de Taylor Swift". Randall Roberts, do jornal Los Angeles Times, chamou a gravação de "uma confecção pop perfeita", no entanto notou que o tema "apresenta uma artista buscando transgressões astutas, mas em vez disso aterrissa em uma regressão adolescente auto-absorta e surda, com uma música para combinar com o momento". Ian Cohen, do blog HuffPost, analisou-a positivamente, argumentando que "é o mantra de qualquer pessoa que superou as críticas e continuou a se valorizar como uma pessoa de valor".
O crítico do periódico The New York Times, Jim Farber, sentiu que a música remonta à época de nascimento da artista "com uma batida brilhante dos anos [19]80 que poderia ter ricocheteado em "Hey Mickey" de Toni Basil e [acrescenta] um estilo totalmente novo, pelo menos para Swift", concluindo que a intenção da cantora com a música claramente visa o tipo de girl-pop doce que tanto obceca a música adolescente moderna". O produto foi considerado "incrivelmente cativante" por Chris Molanphy, da revista Slate, que notou que Swift "lançou talvez sua melodia pop mais irresistível". A transição sonora da cantora não foi bem apreciada por Julie Beck, uma das críticas do The Atlantic, que sentiu que a faixa não "foi o começo mais promissor para a transição de Taylor para o pop – soava um pouco sem sangue para o meu gosto – embora cativante e divertida".
Stephen Thomas Erlewine, do banco de dados AllMusic, foi negativo em sua análise, descreveu-o como "um efervescente retrocesso do dance-pop". Kevin Fallon do site The Daily Beast, achou que "este novo rumo de sua carreira é terrivelmente deprimente". Por outro lado, admitiu que era "uma grande canção pop", mas também que esta é "a canção musicalmente menos interessante que Swift já fez" e "não é pessoal, pelo menos não da maneira que esperamos de uma canção dela" e lamentou a transição da cantora para o pop no qual ele sentiu que ela "abandonou seu som" durante o processo. Kyle Anderson, da revista Entertainment Weekly, a considerou "bastante repulsiva por uma série de razões", principalmente devido ao "inexplicável complexo de perseguição [de Swift]. Claro, sua vida pessoal é comentada nos tablóides — e ela teve que aturar sua cota de paparazzi — mas ela não é afetada mais do que qualquer outra pessoa famosa e transformou o interesse lascivo em seus amantes em uma temporada de ouro no rádio, outra vez. Todo o refrão "odiosos irão odiar" soa tão inacreditavelmente falso para mim". Escrevendo em seu blog, Regis Tadeu a chamou de "constrangedora em sua tentativa de soar 'ganchuda' – como 'Happy', de Pharrell Williams, ou mesmo 'Hey Ya!', do OutKast –, conseguindo ser apenas um pastiche de Pat Benatar tentando imitar a Gwen Stefani." Guilherme Tintel, do site brasileiro It Pop, avaliou que embora a música "se perca um pouco em meio aos sintetizadores de todo o disco, ainda soa bem dentro do contexto ao mostrar um pouco do que Taylor estava prestes a arriscar, sem entregar seu jogo por completo".

### Reconhecimento
Em 2015, a Associação Internacional dos Compositores de Nashville homenageou "Shake It Off" e entregou a Swift o troféu de compositora do ano. No ano seguinte, durante os BMI Awards, a intérprete também foi condecorada a compositora do ano. Na 57ª edição dos Grammy Awards, o tema foi nomeado em três categorias; Gravação do Ano, Canção do Ano e Melhor Desempenho Solo de Pop. No entanto, perdeu os dois primeiros para a faixa "Stay With Me (Darkchild Version)", de Sam Smith, e o terceiro para "Happy", de Pharrell Williams. Não obstante, venceu como Melhor Música Estrangeira nos Prêmios Rockbjörnen. Nos iHeartRadio Music Awards a obra foi condecorada a canção do ano. Recebeu duas nomeações na categoria canção favorita, nos prêmios People's Choice Awards e Nickelodeon Kids' Choice Awards, vencendo apenas o primeiro. Enquanto nos Teen Choice Awards, constatou na categoria Melhor Escolha de um single por uma Artista Feminina. "Shake It Off" ainda obteve o troféu de Melhor Faixa para Dançar nos Radio Disney Music Awards.
A canção foi classificada no número quatro entre os melhores lançamentos de 2014 segundo a crítica da revista The Village Voice. O NME e o portal Consequence of Sound listou-a em 19ª e 38ª melhor música da década de 2010, respectivamente. O USA Today considerou "Shake It Off" como uma das dez canções que definiram os anos 2010.

## Vídeo musical

### Desenvolvimento

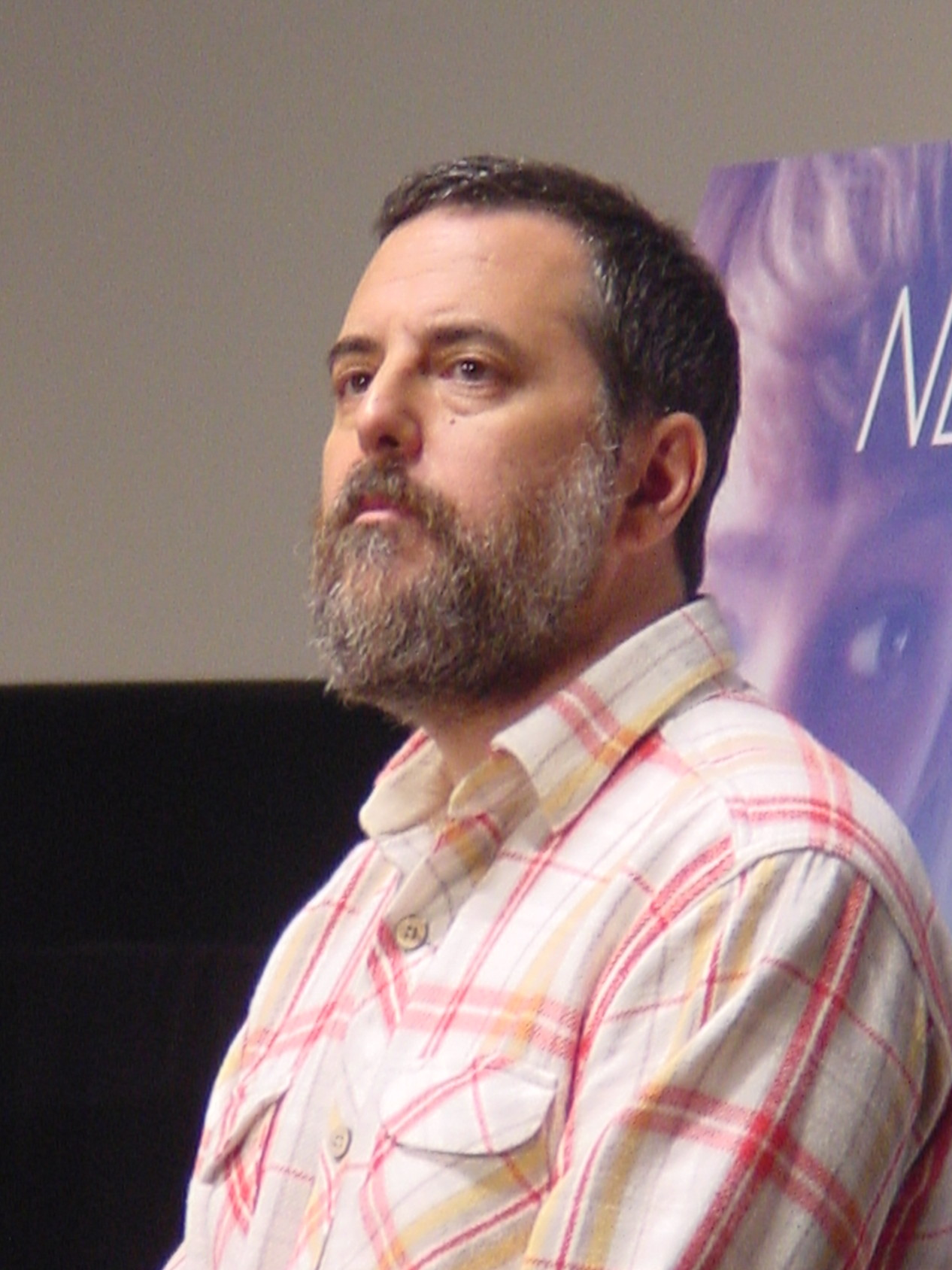
Mark Romanek foi escolhido para dirigir o vídeo após Swift ver vídeos que gostava, a maioria dos quais foram dirigidos por ele.

O vídeo musical de "Shake It Off" foi dirigido por Mark Romanek, que dirigiu vídeos como "Closer" e "Scream", de Michael e Janet Jackson, e filmado por três dias em junho de 2014 num estúdio de som em Van Nuys, Los Angeles, Califórnia. Swift escolheu trabalhar com Romanek para a gravação após pesquisar diversos vídeos que gostava, a maioria dos quais eram minimalistas porém chocantes, e notou que a maioria deles foram dirigidos por ele. Uma vez que o diretor estava afastado da direção de vídeos, tendo trabalhado principalmente em filmes e comerciais, a cantora enviou-lhe através de sua equipe um iPod com a canção pronta, antes de outras pessoas ouvirem, que o agradou e o convenceu a dirigir a gravação. Swift então sugeriu o conceito do vídeo, de ser diferente dos outros e fazer disso uma coisa boa, e repassou-o para Romanek, que aprovou a ideia e trabalhou nela mais profundamente. Ele descreveu a colaboração como "divertida e fácil" e disse que a cantora "queria ter certeza de que a mensagem do vídeo fosse transmitida claramente".
As diferentes personalidades de Swift no vídeo foram selecionadas através de fotos usadas por Romanek como referência; eles discutiram os diversos estilos, passos e detalhes dos gêneros e chegaram aos escolhidos para o produto final. Uma roda punk também chegou a ser considerada para o trabalho, mas não funcionou dentro do conceito. Cem fãs da cantora, que escreveram cartas no Instagram e no Twitter, foram escolhidos para as filmagens através de pesquisas feitas por Swift e sua equipe nas redes sociais e tiveram os celulares confiscados, assinando também acordos em que prometiam não revelar os detalhes da gravação. O estúdio onde ocorreram as filmagens, além de ser localizado remotamente, foi rodeado por grandes caixas de som tocando música heavy metal, para que a canção não pudesse ser ouvida.
Os dançarinos foram coreografados por Tyce Diorio e vêm de diversos estilos, como hip hop, balé, jazz, dança moderna, lírica e líderes de torcida. Samantha Abrams, Ashley Hoffman, Marisa Hood, Natasha Kalimada, Vivian Thuy Nguyen, Taylor Swantek e Kathewrine Wray foram algumas das dançarinas presentes no vídeo. Outros profissionais que participaram da gravação incluem Paul Martinez na edição, com assistência de Carmen Hu, Jeff Higinbotham no design de produção e John Emmons no departamento médico. Para o diretor, escolher e coreografar todos os dançarinos naquele curto período foi desafiador, enquanto a cantora descreveu a dança como uma "metáfora para a maneira que você vive", vindo a comentar para a Rolling Stone sobre o processo de gravação:
| “ | Foi muito divertido. Eu acordava todos os dias daquelas filmagens e mal podia esperar para entrar no estúdio. Nós tínhamos twerking, o que foi muito divertido. Aquelas garotas estavam tentando me ensinar a como [praticá-lo], e nunca vai acontecer. Eu tentei muito. Elas estavam me ensinando o que faziam, e é como uma ciência para isso — elas estão tipo, pisando seus salto-altos no chão sem você ver as pernas delas se mexerem, e só o traseiro delas. É incrível para mim. Elas estavam explicando tudo isso para mim, e está muito além da minha compreensão de como entender o seu corpo. | ” |

### Lançamento e sinopse
O vídeo foi lançado juntamente com a canção durante o bate-papo de Swift no Yahoo!, em 18 de agosto de 2014, sendo postado na conta da cantora na Vevo logo em seguida e mais tarde incluído no CD single alemão da faixa. Sete cenas dos bastidores das gravações foram lançadas pela artista na Vevo, e posteriormente incluídas juntamente com o vídeo no DVD da edição deluxe japonesa de 1989.
Com duração de quatro minutos, a trama inicia-se com Swift em um estúdio de balé alongando-se sobre uma barra, juntamente com outras dançarinas, interpretando a primeira estrofe da faixa. Logo em sequência, ela é vista como uma breakdancer acompanhada por um grupo de hip hop, segurando um reprodutor de música portátil boombox, e novamente aparece acompanhada das bailarinas, desta vez com outro figurino. No refrão, a cantora está com os dançarinos de dança moderna e intercalam-se estas cenas com as das bailarinas, o grupo de hip hop e com a intérprete caracterizada como uma ginasta rítmica. Notavelmente, em todas as sequências, ela pratica passos diferentes dos demais.
O conceito de diferença em relação aos outros segue-se na segunda estrofe, com Swift fazendo danças robóticas, truques com os dedos e twerk. No segundo refrão, ela é vista interpretando a faixa com uma banda, intercalando cenas de todos os outros cenários vistos anteriormente. No trecho falado, ela está novamente com a banda e, na ponte, a cantora está caracterizada como uma líder de torcida; ao final deste último trecho, ela é arremessada a metros do chão, diferentemente das outras. Nos últimos refrões, todos praticam seus passos de forma diferente um dos outros, e Swift é vista dançando ao som da música com os fãs selecionados em algumas tomadas. Na última cena, as bailarinas se reverenciam e ficam de pé, e a cantora cai no chão.

### Recepção e referências
Hugh McIntyre, da Forbes, descreveu o vídeo como "divertido e animado" e "essencialmente de Swift: peculiar e difícil de não gostar". Guilherme Tintel, do portal It Pop, prezou o humor e os diversos estilos de dança presentes na gravação, mas opinou que embora a cantora tente encontrar seu espaço no cenário pop ao longo do trabalho, ela "não se sente realmente confortável em lugar algum". Brian Seibert, do jornal The New York Times, escreveu que "este é era de dança no atual sentido popular — um vídeo que trata a dança menos do que uma arte em si do que como uma significância cultural" e elogiou os diferentes gêneros de coreografias presentes no trabalho, definindo-o como "uma sátira de convenções de vídeos pop". Ele também comparou a cantora com Lucille Ball e Carol Burnett — "uma heroína triunfando através da teimosia". Markos Papadatos, do Digital Journal, adjetivou o vídeo como "artístico e criativo". Embora, Molly Fitzpatrick, do periódico The Guardian, tenha achado divertido a "mistura incongruente" das sequências de dança, concluiu que o "conceito cai por terra". O vídeo venceu as categorias de Maior Canção de Streaming (Vídeo) e Vídeo Internacional Favorito nos Billboard Music Awards de 2015 e MYX Music Awards, perdendo a de Melhor Vídeo Internacional nos LOS40 Music Awards para "Don't Worry", de Madcon e Ray Dalton.
Uma série de críticos notaram referências a outros artistas e peças da cultura pop. Boa parte deles observaram alusões a Lady Gaga na cena em que Swift está com uma roupa metálica, com Mikael Wood, da publicação Los Angeles Times analisou também uma referência ao DJ Skrillex nos óculos usados pela cantora na mesma sequência. Hugh McIntyre, da Forbes, também viu referências a Gaga e Skrillex no vídeo, além de Fergie e Gwen Stefani. Analisando o produto mais detalhadamente, Diane Chao, do VH1, encontrou diversas alusões à cultura pop no trabalho, selecionando oito sequências. Na primeira cena, Chao observou inspirações em Funny Face, mais precisamente na paródia do comediante Jim Carrey sobre o filme no Saturday Night Live; na segunda, em que Swift está com um grupo de hip hop, fez alusões ao filme Step Up 2: The Streets; na terceira, em que ela está com um grupo de dança moderna, comparou com o vídeo de "Mine", colaboração de Beyoncé e Drake; na quarta, onde ela está com o figurino metálico, viu referências a Gaga e à dupla eletrônica Daft Punk; na quinta, quando a cantora está fazendo twerk com outras mulheres, notou alusões a Miley Cyrus, que praticava esta dança; na sexta, em que ela interpreta a faixa com a banda, comparou com o filme Funny Face (1957), no qual Audrey Hepburn usa um collant preto; na sétima, quando Swift está com as líderes de torcida, comparou com o vídeo de "Mickey", de Toni Basil; e na oitava e última, perto do final, notou referências a Sister Act 2.

## Apresentações ao vivo
A primeira apresentação ao vivo de "Shake It Off" ocorreu nos MTV Video Music Awards de 2014, realizados em 24 de agosto daquele ano no The Forum em Inglewood, Califórnia. Introduzida pela cantora neozelandesa Lorde, que disse que marcaria "uma nova era" para Swift, a performance foi tematizada nos anos 1920 e contou com dançarinos vestidos de smoking acompanhando a artista por todo o cenário, vestida com um top e uma saia de cor cinza com detalhes franzidos. No meio da apresentação, a intérprete deu a entender que pularia de uma grande placa com "1989" escrito, apoiada pelos dançarinos, porém desceu do lugar e retomou a performance. Daniel Kreps, da Rolling Stone, notou referências à antiga Hollywood, como os trabalhos de Busby Berkeley e o glamour de "Diamonds Are a Girl's Best Friend", de Marilyn Monroe, com outros editores fazendo alusões a trabalhos de Madonna, Nancy Sinatra e Robert Palmer; elegendo a apresentação como um dos melhores momentos da premiação, um escritor da revista concluiu: "Esse estilo de 'tentar de tudo' era exatamente o que o vídeo significava em 1989, o ano que Taylor está homenageando através do título de seu novo álbum". Jason Lipshutz, da Billboard, considerou esta a sexta melhor performance do evento, comentando que "foi divertida sem nunca se tornar emocionante".

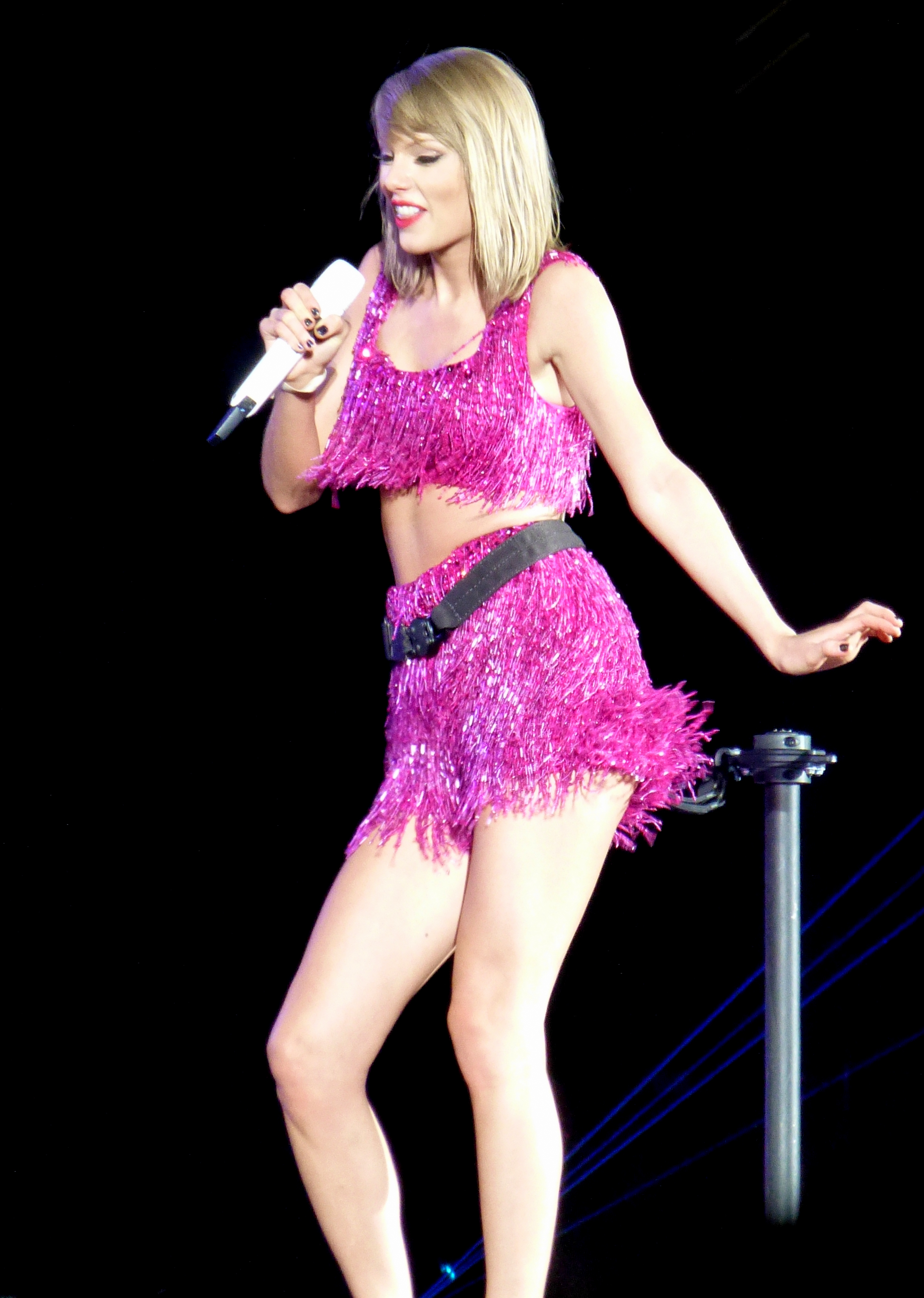
Swift apresentando "Shake It Off" na The 1989 World Tour (2015) em Detroit.

Na semana seguinte, em 4 de setembro, Swift cantou "Shake It Off" nos German Radio Awards usando a mesma roupa da premiação anterior. No dia 19, ela serviu como atração principal dos iHeartRadio Music Awards e apresentou a faixa junto de outras canções de seu catálogo, usando um vestido rosa de duas peças com joias encrustadas. Em outubro, a cantora viajou para a Europa e Oceania e interpretou a obra em diversos programas. Primeiramente, no dia 6, ela cantou "Shake It Off" no francês Le Grande Journal usando um figurino azul e acompanhada por várias vocalistas e, no dia seguinte, interpretou-a no C à Vous. No Reino Unido, a cantora apresentou "Shake It Off" no dia 9 durante o Live Lounge da rádio BBC, além de "Love Story" e uma regravação de "Riptide", do australiano Vance Joy; no dia 12, no The X Factor, com um cenário similar ao dos MTV Video Music Awards  — tematizado nos anos 1920, acompanhada por dançarinos de smoking e vocalistas de apoio; e, por último, numa edição do Alan Carr: Chatty Man transmitida no dia 24. Na Austrália, Swift interpretou a faixa na final do The X Factor em 20 de outubro, usando um conjunto verde de duas peças, acompanhada por vários musicistas e vocalistas de apoio com peças coloridas.
De volta aos Estados Unidos, Swift apareceu no Jimmy Kimmel Live! em 23 de outubro, onde concedeu uma entrevista e apresentou "Shake It Off" e "Out of the Woods", esta última pela primeira vez, para 15 mil pessoas na Hollywood Boulevard. No dia seguinte, ela participou do concerto beneficente anual da CBS, We Can Survive, interpretando no Hollywood Bowl as duas faixas e outras três de sua discografia. Em 27 de outubro, dia do lançamento de 1989, a cantora apresentou "Shake It Off" em duas ocasiões distintas: a primeira, no The Ellen DeGeneres Show, acompanhada por "Out of the Woods"; e a segunda, para 89 fãs na última "sessão secreta" do álbum, realizada em Manhattan e transmitida pelo Yahoo! e a iHeartRadio, cantando esta e outras quatro músicas do produto — "Style", "Out of the Woods", "Blank Space" e "Welcome to New York". No dia 30, ela interpretou "Shake It Off" e as três últimas no Good Morning America, em uma performance realizada na Times Square. Swift viajou ao Japão e cantou a faixa nos programas Mezamashi e Sukkiri nos dias 5 e 6 de novembro, respectivamente. Em dezembro, a intérprete participou dos festivais Jingle Ball, promovido pelas rádios Kiss FM e Z100 em Los Angeles, e Jingle Bell Ball, promovido pela Capital FM em Londres, colocando a canção no repertório das três apresentações. Finalizando o ano, no dia 31, ela cantou "Shake It Off" e "Welcome to New York" no especial Dick Clark's New Year's Rockin' Eve.

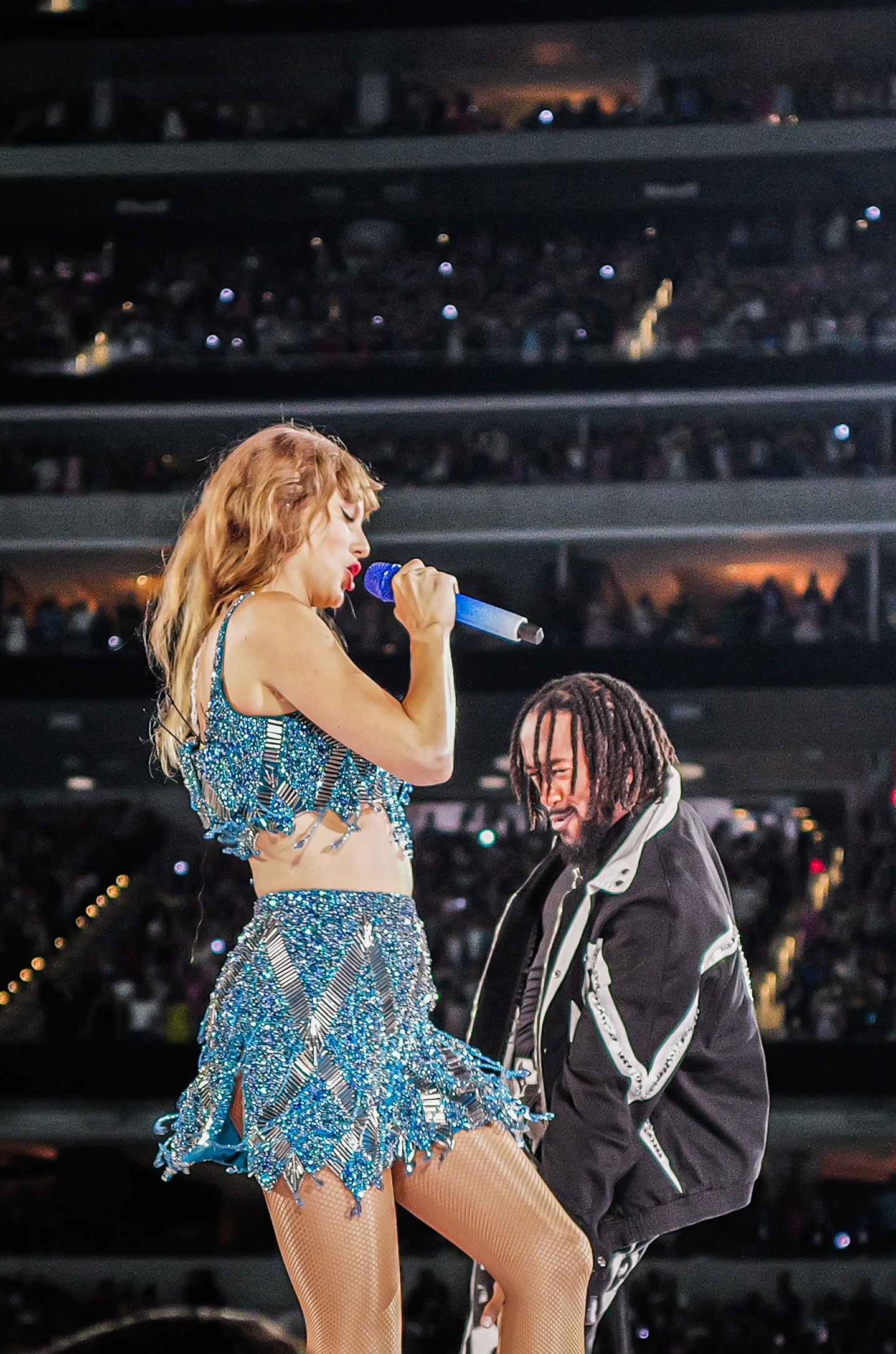
Swift interpretando "Shake It Off" na The Eras Tour (2023).

"Shake It Off" foi incluída como a última faixa do repertório da The 1989 World Tour (2015), que passou pela América do Norte, Europa, Oceania e Ásia. Acompanhada por seus dançarinos vestidos com roupas roxas, Swift interpretou a faixa numa grande passarela que se elevava a metros do chão e girava, com fogos de artifício e confete sendo jorrados. Avaliando o show no CenturyLink Center em Bossier City, Jon Caramanica, do The New York Times, descreveu a performance como "atrevida e alegre". Em resenha para o The Arizona Republic sobre o concerto realizado na Arena Gila River em Glendale, Arizona, Ed Masley escreveu que a faixa era a "única que poderia ter encerrado a turnê". Escrevendo para o The Sydney Morning Herald, Bernard Zuel considerou que a música "sequer precisava daquela plataforma incrível de Swift e os dançarinos acima do público, não há como resistir a ela". A apresentação realizada em 28 de novembro de 2015 no ANZ Stadium em Sydney, Austrália, foi gravada e resultou no álbum de vídeo homônimo da turnê. Além da digressão, em 2015, Swift interpretou a canção em diversas outras vezes: no festival Big Weekend, da BBC Radio 1, realizado em Norwich; numa edição especial do Saturday Night Live com Paul McCartney, Jimmy Fallon e Dan Aykroyd; no museu do Grammy em Los Angeles; e num show privado realizado na Hamilton Island em Queensland, Austrália.
Em 2016, a intérprete a incluiu como a última canção em um concerto após o Grande Prêmio dos Estados Unidos, corrida de Fórmula 1, realizado no Circuito das Américas em Austin, Texas. Em fevereiro de 2017, Swift realizou uma apresentação pré-Super Bowl, denominada Super Saturday Night, para cerca de 9 mil pessoas no Club Nomadic em Houston, na qual "Shake It Off" serviu como a última música. No final do mesmo ano, divulgando seu sexto álbum Reputation, ela participou de festivais de rádios realizados em Inglewood, San José, Nova Iorque, Chicago e Londres, incluindo "Shake It Off" no repertório de todos eles. No ano seguinte, cantou a faixa num concerto realizado no Bluebird Café — local onde foi descoberta — e no festival Biggest Weekend, em Swansea, País de Gales. A canção foi incluída como o nono número da Reputation Stadium Tour (2018), na qual foi interpretada juntamente com Charli XCX e Camila Cabello, que serviram como atos de abertura, em um dos palcos secundários situados no meio dos estádios, com Swift usando um vestido colorido franzido e grandes cobras surgindo dos palcos, além de dançarinos localizados em ambos os palcos. Escrevendo para a Rolling Stone em análise do primeiro show, realizado no University of Phoenix Stadium em Glendale, Rob Sheffield definiu a apresentação como "fantástica". Na etapa da Oceania, Cabello foi substituída por Georgia Nott, da dupla Broods, que abriu as apresentações desta leva. A performance foi registrada no filme homônimo da turnê, gravado nos dois últimos espetáculos norte-americanos — 5 e 6 de outubro de 2018 no AT&T Stadium em Arlington, Texas — e lançado pela Netflix em 31 de dezembro. Na The Eras Tour (2023—24), a faixa é executada no segmento 1989 da turnê, na qual a cantora veste um top e saia. A interpretação foi incluída no filme-concerto homônimo da digressão, gravado e lançado em 2023.

## Regravações e uso na mídia
O cantor britânico Labrinth realizou um cover da música na BBC Radio 1 em 20 de setembro de 2014. A cantora Meghan Trainor apresentou sua própria versão de "Shake It Off"; a primeira performance ocorreu no programa The Dan & Maz Show, da rádio australiana 2Day FM, em 9 de agosto. Ela voltou a canta-la novamente, dessa vez de forma acústica, durante uma apresentação no estúdio do programa de rádio Hot FM, em 6 de outubro. Em fevereiro de 2015, a compatriota Charli XCX cantou "Shake It Off", dando um estilo punk rock ao tema, durante uma apresentação na Rádio BBC. Sua versão foi indicada a Melhor Canção Cover nos MTV U Woodie Awards daquele ano. O cantor Ryan Adams cantou "Shake It Off" para o álbum em que regrava faixa por faixa de 1989, lançado em setembro. A releitura incorpora instrumentos acústicos e uma forte linha de bateria que os críticos compararam com a canção "I'm on Fire" (1985), de Bruce Springsteen.
Houve paródias e homenagens. Em um episódio de Lip Sync Battle, de abril de 2015, o ator Dwayne Johnson fez uma sincronização labial com "Shake It Off" e a canção "Stayin' Alive", dos Bee Gees, em uma batalha contra Jimmy Fallon, e venceu. O episódio de Family Guy exibido em 6 de novembro de 2016, "Chris Has Got a Date, Date, Date, Date, Date", que contém um personagem fictício de Swift, é um trocadilho com a letra de "Shake It Off". A atriz Reese Witherspoon e o comediante Nick Kroll reinterpretaram "Shake It Off" em uma versão eletrônica para a trilha sonora do filme de animação musical Sing (2016). Mais tarde, a obra também foi cantada pela atriz mexicana-queniana Lupita Nyong'o em um ukulele para a película Little Monsters (2019).

## Faixas e formatos
O download digital e o CD single de edição limitada de "Shake It Off" apresentam apenas a versão em estúdio da faixa, enquanto a versão alemã do CD single além de conter a edição em estúdio da obra, também apresenta o vídeo musical da mesma.
| Download digital / CD single de Edição limitada |                                  |         |  |
| N.º                                             | Título                           | Duração |  |
| 1.                                              | "Shake It Off" (versão do álbum) | 3:39    |  |

| CD single alemão |                                  |         |  |
| N.º              | Título                           | Duração |  |
| 1.               | "Shake It Off" (versão do álbum) | 3:39    |  |
| 2.               | "Shake It Off" (versão de vídeo) | 4:02    |  |

## Créditos
Todo o processo de elaboração de "Shake It Off" atribui os seguintes créditos:
Gravação e publicação
- Gravada em fevereiro de 2014 nos MXM Studios (Estocolmo) e Conway Studios (Los Angeles, Califórnia)
- Mixada nos MixStar Studios (Virginia Beach, Virgínia)
- Masterizada no Sterling Sound (Nova Iorque)
- Publicada pelas empresas Sony/ATV Tree Publishing/Taylor Swift Music (BMI), MXM — administrada pela Kobalt Songs Music Publishing

Produção
| - Taylor Swift: composição, vocalista principal, vocalista de apoio, palmas, gritos - Max Martin: composição, produção, vocalista de apoio, teclados, programação, palmas, gritos - Shellback: composição, produção, vocalista de apoio, violão, baixo, teclados, baterias, programação, percussão, palmas, gritos - Jonas Thander: saxofone - Jonas Lindeborg: trompete | - Magnus Wiklund: trombone - Michael Ilbert: gravação - Sam Holland: gravação - Cory Bice: assistência de gravação - Serban Ghenea: mixagem - John Hanes: engenharia de mixagem - Tom Coyne: masterização |

## Desempenho comercial
Um dia após sua estreia nas estações de rádio dos Estados Unidos, "Shake It Off" já acumulava uma audiência superior a nove milhões. Consequentemente, debutou no 45° posto da Radio Song, com 29 milhões de ouvintes em todos os formatos. Converteu-se no segundo tema de Swift a culminar nessa tabela, após "I Knew You Were Trouble" (2013). No Mainstream Top 40 debutou na posição 12, igualando-se ao recorde de maior estreia com "Dreamlover" (1993), de Mariah Carey. Com a sua ascensão ao topo dessa parada, converteu-se no 3ª registro de sua intérprete a listar-se nessa posição, após "Love Story" (2008) e "I Knew You Were Trouble" (2013). Debutou também na 9ª colocação da Adult Top 40, convertendo-a na maior posição já alcançada na estreia de um single nessa tabela. Na sexta semana, galgou para o topo, tornando-se a 2ª faixa de Swift a liderá-la, desde o lançamento de "I Knew You Were Trouble", e igualou-se a "Because You Loved Me" (1996), de Celine Dion, como a mais rápida canção a chegar ao cume, com apenas seis semanas. Enquanto no Country Airplay, o tema constatou no número 58, embora apenas duas estações desse segmento a tenha tocado mais de quatro vezes. No total, esteve presente no gráfico por apenas uma edição. A Billboard observou que a presença da artista nesse tipo de tabela havia se tornado incomum devido a sua sonoridade e à reconhecida transição dela do country para a música pop. Suas 540 mil unidades adquiridas digitalmente marcou a maior quantidade já registrada na semana de liberação para um single de 2014, e a quarta no geral, seguindo de "Right Round", de Flo Rida, "We Are Never Ever Getting Back Together", da própria Swift, e "Roar", de Katy Perry. Com isso, "Shake It Off" passou quatro edições não consecutivas em primeiro lugar no Digital Songs. Durante sua semana de estreia, o tema atraiu adicionalmente 18 milhões de streams e 71 milhões de execuções nas rádios.
No Billboard Hot 100 tornou-se a 22ª música na história a debutar diretamente na liderança. Na atualização seguinte continuou a permanecer nessa posição, vendendo 355 mil unidades. Caiu para o segundo lugar durante a terceira semana, atrás de "All About That Bass", de Meghan Trainor, que permaneceu por oito atualizações consecutivas, antes de "Shake It Off" retornar ao cume em 15 de novembro, quando na mesma semana 1989 estava sendo lançado e estreou no topo da Billboard 200. A lacuna de oito semanas da canção em recuperar a posição máxima foi a terceira maior na história da Billboard Hot 100, depois de "The Twist", de Chubby Checker, com cerca de dois anos e "Wrecking Ball", de Miley Cyrus, com nove semanas. O tema foi sucedido na liderança por "Blank Space", o segundo single de 1989, fazendo de Swift a primeira artista feminina na história em 56 anos da tabela a substituir a si mesma no 1º lugar. Finalizou 2014 como a 8ª música mais comercializada do ano nos Estados Unidos, acumulando 3 milhões e 43 mil unidades equivalentes adquiridas. Em junho de 2019, a Nielsen SoundScan informou a compra de 4 milhões de exemplares da composição no país. Uma certificação de diamante foi emitida pela Recording Industry Association of America (RIAA) em 13 de março de 2020, o que denota à venda de 10 milhões de réplicas; tornando este o primeiro single de Swift a atingir esse nível de certificação, e fazendo dela a primeira artista feminina na história a possuir uma música e um álbum (Fearless) diamantados.
No Canadá, "Shake It Off" estreou no ápice do Canadian Hot 100, com uma comercialização superior a 48 mil cópias em sua semana de liberação; sendo essa a sua terceira canção a repetir tal feito, igualando-a a Eminem e Katy Perry como os artistas a deter maior quantidade de obras a debutar na posição máxima da tabela. No final do ano, acumulava um total de 341 mil réplicas distribuídas no território e em reconhecimento a isso recebeu uma certificação de platina sêxtupla, concedida pela Music Canada (MC). Encerrou a década de 2010 como a 34ª faixa mais bem sucedida do período, tornando-a a primeira estreia número um da tabela, em 16 anos, a conseguir integrar a contagem de final da década. A obra obteve desempenho exitoso no México, onde conquistou a 1ª colocação. Como consequente resultado de seu sucesso, a Asociación Mexicana de Productores de Fonogramas y Videogramas (AMPROFON) classificou-a como platina, depois de serem comercializadas cerca de sessenta mil réplicas na nação.
Na Europa, "Shake It Off" foi igualmente bem recebido. Tornou-se o sexto top 10 de Swift no Reino Unido ao estrear na quarta posição do UK Singles Chart, em 30 de agosto de 2014. Depois de nove semanas, conquistou a vice liderança, empatando com "Love Story" e "I Knew You Were Trouble" como o single de maior sucesso da intérprete no país até aquela ocasião e convertendo-se também no lançamento mais bem sucedido da era 1989. Terminou 2014 como a 11ª canção mais comercializada do ano, vendendo um total de 500 mil exemplares em solo britânico até 20 de novembro. Em reconhecimento a isso, a British Phonographic Industry (BPI) emitiu um certificado de platina tripla, excedendo vendas de 900 mil e 702 cópias digitais e físicas até setembro de 2017. Na Irlanda, a música saltou para o terceiro posto da tabela compilada pela Irish Recorded Music Association, em sua segunda semana, depois de estrear no número catorze, tornando-o o quinto top dez de Swift na nação. Em 29 de agosto de 2014, debutou na 48ª colocação da parada alemã e moveu-se para o pico de número cinco em 24 de outubro. A faixa deixou o gráfico em 8 de maio de 2015, no 90º posto. Mais tarde, foi certificado como ouro pela Bundesverband Musikindustrie (BVMI) por ter sido comercializado 250 mil vezes em território alemão. Na França obteve a sexta colocação como melhor, convertendo-se no single de maior sucesso de sua intérprete no país até o momento, bem como seu primeiro top 10. "Shake It Off" ainda atingiu a posição máxima na Eslováquia, Polônia e República Checa e entre os cinco primeiros lugares na Croácia, Dinamarca, Escócia, Hungria, Portugal e Suécia. Foi ainda certificado com platina na Dinamarca, Itália, Suécia e Suíça. Com este desempenho positivo nos países europeus supracitados, em 25 de outubro de 2014, a obra culminou na Euro Digital Songs.
Na Oceania houve resultados gloriosos. Na Austrália, "Shake It Off" iniciou seu percurso no gráfico publicado pelos ARIA Charts ocupando o 5º posto, a maior estreia da semana e na atualização posterior obteve o primeiro lugar, onde ficou por duas semanas consecutivas, sendo o segundo tema de Swift a alcançar essa posição após "Love Story" (2009). Tornou-se a sua faixa que permaneceu por mais tempo no ápice desde o lançamento supracitado. Foi eventualmente certificado como platina quíntupla pela Australian Recording Industry Association (ARIA) pelo excedente de 350 mil exemplares. Na Nova Zelândia debutou na 2º classificação e na semana seguinte conquistou o topo, este foi o segundo single de Swift a repetir esse feito, depois de "We Are Never Ever Getting Back Together". Ao ocupar o cume por 2 semanas não consecutivas, deu à musicista sua mais longa permanência nessa posição desde a supracitada. A Recorded Music NZ (RIANZ) condecorou-o com três certificados de ouro em reconhecimento às 45 mil vendas. Alcançou também a 5ª colocação no Japão, onde foi classificado como ouro, em razão dos mais de 250 mil exemplares adquiridos no território. No restante do continente asiático, conquistou a 19ª posição na Coreia do Sul, o 4° em Israel e o 15° no Líbano.
| País — Tabela musical (2014—15)           | Melhor posição |
| ----------------------------------------- | -------------- |
| África do Sul (EMA)                       | 2              |
| Alemanha (GfK Entertainment Charts)       | 5              |
| Austrália (ARIA Charts)                   | 1              |
| Áustria (Ö3 Austria Top 40)               | 6              |
| Bélgica (Ultratop 50 de Flandres)         | 17             |
| Bélgica (Ultratop 40 de Valônia)          | 14             |
| Canadá (Canadian Hot 100)                 | 1              |
| Coreia do Sul (Gaon Music Chart)          | 19             |
| Croácia (CARC)                            | 5              |
| Dinamarca (Hitlisten)                     | 4              |
| Escócia (OCC)                             | 2              |
| Eslováquia (Digital Top 100)              | 1              |
| Espanha (PROMUSICAE)                      | 2              |
| Estados Unidos (Adult Top 40)             | 1              |
| Estados Unidos (Adult Contemporary)       | 1              |
| Estados Unidos (Billboard 100)            | 1              |
| Estados Unidos (Country Airplay)          | 58             |
| Estados Unidos (Dance Club Songs)         | 17             |
| Estados Unidos (Latin Airplay)            | 48             |
| Estados Unidos (Mainstream Top 40)        | 1              |
| Estados Unidos (Rhythmic Songs)           | 17             |
| Europa (Euro Digital Songs)               | 2              |
| Finlândia (IFPI Finlândia)                | 6              |
| França (SNEP)                             | 6              |
| Hungria (Single Top 40)                   | 1              |
| Irlanda (IRMA)                            | 3              |
| Islândia (Íslenski Listinn Topp 40)       | 8              |
| Israel (Media Forest)                     | 4              |
| Itália (FIMI)                             | 10             |
| Japão (Japan Hot 100)                     | 4              |
| Líbano (Lebanese Top 20)                  | 15             |
| México (Mexico Airplay)                   | 1              |
| México (Mexico Inglés Airplay)            | 3              |
| Noruega (VG-lista)                        | 3              |
| Nova Zelândia (Recorded Music NZ)         | 1              |
| Países Baixos (Dutch Top 40)              | 5              |
| Países Baixos (Single Top 100)            | 7              |
| Polônia (ZPAV)                            | 1              |
| Portugal (Portugal Digital Songs)         | 3              |
| Reino Unido (UK Singles Chart)            | 2              |
| República Checa (Singles Digitál Top 100) | 1              |
| Romênia (Romanian Top 100)                | 71             |
| Suécia (Sverigetopplistan)                | 3              |
| Suíça (Schweizer Hitparade)               | 7              |
| Turquia (Türkíye Yabanci Top 10)          | 5              |

| País — Tabela musical (1958-2015)  | Posição |
| ---------------------------------- | ------- |
| Estados Unidos (Adult Top 40)      | 37      |
| Estados Unidos (Billboard Hot 100) | 139     |

| País — Tabela musical (2014)        | Posição |
| ----------------------------------- | ------- |
| Alemanha (GfK Entertainment Charts) | 39      |
| Austrália (ARIA Charts)             | 3       |
| Áustria (Ö3 Austria Top 40)         | 58      |
| Canadá (Canadian Hot 100)           | 9       |
| Estados Unidos (Adult Contemporary) | 20      |
| Estados Unidos (Adult Top 40)       | 19      |
| Estados Unidos (Billboard Hot 100)  | 13      |
| Estados Unidos (Mainstream Top 40)  | 19      |
| França (SNEP)                       | 101     |
| Hungria (Single Top 40)             | 48      |
| Irlanda (IRMA)                      | 12      |
| Israel (Media Forest)               | 48      |
| Japão (Japan Hot 100)               | 34      |
| Nova Zelândia (Recorded Music NZ)   | 3       |
| Países Baixos (Dutch Top 40)        | 55      |
| Países Baixos (Single Top 100)      | 77      |
| Polônia (ZPAV)                      | 45      |
| Reino Unido (UK Singles Chart)      | 14      |
| Suécia (Schweizer Hitparade)        | 49      |

| País — Tabela musical (2010–19)    | Posição |
| ---------------------------------- | ------- |
| Austrália (ARIA)                   | 23      |
| Estados Unidos (Billboard Hot 100) | 34      |
| Reino Unido (UK Singles Chart)     | 76      |

| Região | Certificação | Vendas      |
| --- | ------------ | ----------- |
| Alemanha (BVMI) | Ouro         | 200 000‡    |
| Austrália (ARIA) | 7× Platina   | 490 000‡    |
| Bélgica (BEA) | 2× Platina   | 60 000*     |
| Brasil (Pro-Música Brasil) | 3× Diamante  | 750 000‡    |
| Canadá (Music Canada) | 6× Platina   | 480 000‡    |
| Dinamarca (IFPI Dinamarca) | Platina      | 30 000^     |
| Estados Unidos (RIAA) | Diamante     | 10 000 000‡ |
| Itália (FIMI) | Platina      | 30 000‡     |
| Japão (RIAJ) | Ouro         | 250 000*    |
| México (AMPROFON) | Platina      | 60 000^     |
| Nova Zelândia (RIANZ) | 3× Platina   | 45 000*     |
| Portugal (AFP) | Ouro         | 10 000‡     |
| Reino Unido (BPI) | 3× Platina   | 1 800 000‡  |
| Suécia (GLF) | Platina      | 40 000^     |
| Suíça (IFPI Suíça) | Platina      | 30 000^     |
| *números de vendas baseados somente na certificação ^distribuições baseadas apenas na certificação ‡vendas+valores de streaming baseados somente na certificação |              |             |

## Histórico de lançamento
| País           | Data                   | Formato          | Gravadora            | Ref.    |
| -------------- | ---------------------- | ---------------- | -------------------- | ------- |
| Vários         | 19 de agosto de 2014   | Download digital | Big Machine          | [ 41 ]  |
| Estados Unidos | 19 de agosto de 2014   | Rádios rhythmic  | Big Machine Republic | [ 44 ]  |
| Itália         | 29 de agosto de 2014   | Rádios airplay   | Universal            | [ 253 ] |
| Vários         | 11 de setembro de 2014 | CD single        | Big Machine          | [ 45 ]  |
| Alemanha       | 10 de outubro de 2014  | CD single        | Universal            | [ 46 ]  |